# Гай Юний Силан
Вижте пояснителната страница за други личности с името Гай Юний Силан.
Гай Юний Силан (на латински: Gaius Iunius Silanus) e политик на ранната Римска империя.

## Биография
Произлиза от фамилията Юнии. Син е на Марк Юний Силан (претор 77 пр.н.е.), внук на Марк Юний Силан (консул 109 пр.н.е.), и племенник на Децим Юний Силан (консул 62 пр.н.е.). Той е вероятно братовчед на Марк Юний Силан (консул 25 пр.н.е.). 
През 17 пр.н.е. e консул заедно с Гай Фурний.